# Round Hill (Contea di Loudoun, Virginia)
Round Hill è una città (town) degli Stati Uniti d'America, situata nella contea di Loudoun dello Stato della Virginia.